# Tkibouli (municipalité)
Pour l’article homonyme, voir Tkibouli.
La municipalité de Tkibouli (en géorgien : ტყიბულის მუნიციპალიტეტი, phonétiquement tkhiboulis mounitsipalététi) est un district de la région d'Iméréthie en Géorgie, dont la ville principale est Tkibouli. Au recensement de 2014, il comptait 20 839 habitants.